# Fasan
Fasanen (latin: Phasianus colchicus) er den største, vildtlevende hønsefugl i Danmark og findes i flere varianter, hvoraf ringfasanen er den hyppigst forekommende.
Fasanen blev importeret til Danmark fra Asien i 1562 af konger og herremænd som et nyt jagtbytte.

## Udseende
Fasanhanen (kokken) er meget farvestrålende og spraglet med lange halefjer og ofte en hvid halsring (ringfasan). Farvevariationer findes, men fælles for dem alle er den mørkegrønne/blå hals og hoved, med en rød kindplet. Ryggen er rødbrun med sorte og hvide bånd. Bugen er sort, brystet er kobberrødt og halen lang og brun. Hønen (hunnen) er derimod i mere dæmpet gråbrun farve med mørke pletter og bånd.
Vingefang: 70-90 cm
Længde han: 89 cm
Længde hun: 63 cm
Vægt han: 1.050-1.400 g
Vægt hun: 900-1.050 g (dofbasen.dk)

### Forveksling
Fasanhønen kan forveksles med agerhønen, som er mindre, mere buttet og mangler lang halefjer.

## Udbredelse
Fasanen er oprindeligt hjemmehørende i Asien, hvorfra den blev indført til Danmark første gang omkring 1562 af Frederik 2. Først udsat med succes i naturen fra 1870'erne, hvor en lang række godser indrettede udklækningsgårde (fasanerier). Ofte lod man høns og efterhånden også kalkuner udruge fasankyllingerne. Der yngler i dag 100.000-200.000 par fasaner i Danmark.
Herhjemme er fuglen udbredt overalt, dog med hovedvægten på Øerne og Østjylland. Fasanen er også almindelig i store dele af Europa og Nordamerikas tempererede egne.

## Levevis
Fasanen er en udpræget "kantfugl", som trives i mosaiklandskaber med mange ledelinjer, levende hegn, lodne grøfter, skovkanter, moseområder og agermark. Den kan klare sig mange forskellige steder, men foretrækker åbne områder. I skoven findes den primært, hvis der findes lysninger.

### Føde
Fasanen lever af forskellig føde efter årstiden. Om sommeren kan insekter og andre smådyr udgøre en væsentlig del af føden. Om vinteren lever den primært af plantefrø. Den tager gladeligt frø fra både vilde planter og korn.

### Ynglemåde
Fasanen er polygam (hannen parrer sig med flere hunner). Hanner samler et harem af høner om foråret. Ofte kæmper fasankokkene om de bedste pladser. Hønen lægger sine æg i rede, ofte i lodne grøfter, i kanten af beplantning eller direkte i markjord med afgrøder. De lægger cirka 10 æg og begynder i april. Æggene klækkes efter omkring 24 dage og passes af fasanhønen. Ræv og andre rovdyr er den største fare i redefasen. Æggenes klækning er afhængig af vejret, og mange fasaner må starte forfra med et nyt kuld æg.

## Effekt på andre danske fugle
En lille million fasaner avles på årsbasis på fasanerier og lignende og udsættes til jagt. Havørnen og andre rovfugle jager også gerne fasaner, og blev tidligere nedkæmpet for at undgå at fasanerne endte som byttedyr i naturen. Alle rovfugle i Danmark blev fredet i 1960'erne, og i dag indgår fasanen som byttedyr i rovfuglenes og andre rovdyrs fødekæder. 

## Fasanvej i København
Indtil 1785 var der et fasaneri i Frederiksberg Have, og i tilknytning hertil opførte man den endnu eksisterende Fasangård, som har givet navn til den stærkt trafikerede gade Nordre og Søndre Fasanvej.

## Underarter
Fasanen er opdelt i flere underarter. Eksempelvis:
- Phasianus colchicus colchicus (nominatformen af fasan).
- Phasianus colchicus torquatus (ringfasan).